# بیل گویینگ
بیل گویینگ (انگلیسی: Bill Gooing؛ 1874 – ۱۹۶۹ (۹۴−۹۵ سال)) فوتبالیست اهل بریتانیا بود.
از باشگاه‌هایی که در آن بازی کرده‌است می‌توان به باشگاه فوتبال نورث‌همپتون تاون، باشگاه فوتبال چسترفیلد، باشگاه فوتبال آرسنال، و باشگاه فوتبال شفیلد ونزدی اشاره کرد.